# Ellison Onizuka
Ellison Shoji Onizuka (Kealakekua, 24 giugno 1946 – Cape Canaveral, 28 gennaio 1986) è stato un astronauta statunitense deceduto durante il disastro dello Space Shuttle Challenger, dove era al servizio come specialista di missione per la missione STS-51-L.

## Biografia
(Ronald Reagan)
Diplomatosi presso la Konawaena High School (Hawaii) nel 1964, si laureò in ingegneria aerospaziale nel 1969 e nel dicembre dello stesso anno ricevette un Master in questo settore alla University of Colorado a Boulder. Il 15 gennaio 1970 Onizuka è entrato alla United States Air Force. La prima missione spaziale di Onizuka ha avuto luogo il 24 gennaio 1985, nella missione STS-51-C dello Space Shuttle Discovery dove era responsabile di carico. Con questa missione Onizuka, di origine giapponese e di religione buddista, divenne il primo americano di origine asiatica a raggiungere lo spazio.
Fu assegnato alla missione STS-51-L sullo Space Shuttle Challenger, decollato da Cape Canaveral il 28 gennaio 1986 e disintegratosi dopo appena 73 secondi dal lancio; lasciò la moglie e due figlie di 17 e 11 anni. I resti identificabili di Onizuka furono sepolti presso il National Memorial Cemetery del Pacifico a Honolulu, Hawaii, mentre i resti non riconoscibili furono sepolti nel memorial allo Space Shuttle Challenger ad Arlington il 20 maggio 1986. Dopo la sua morte fu promosso dal grado di tenente colonnello a quello di colonnello. Gli è stato intitolato il cratere Onizuka sulla Luna.

## Onorificenze
- Air Force Meritorious Service Medal
- Air Force Outstanding Unit Award
- Air Force Organizational Excellence Award
- National Defense Service Medal